# Sarah Zadrazil
Sarah Zadrazil (Bad Ischl, 19 februari 1993) is een voetbalspeelster uit Oostenrijk. Ze speelt als middenvelder voor FC Bayern München in de Bundesliga.

## Clubcarrière
Zadrazil begon haar carrière bij SG FC Bergheim / USK Hof, maar vertrok in 2012 naar de Verenigde Staten waar ze ging studeren en voetballen bij East Tennessee State Buccaneers. In 2015 vertrok Zadrazil naar Washington Spirit. Hier speelde ze 12 wedstrijden voordat ze weer terugkeerde naar Europa.
In 2016 tekende Zadrazil een tweejarig contract bij 1. FFC Turbine Potsdam. Dit contract werd uiteindelijk verlengd tot 2020. In 2018 werd Zadrazil verkozen tot Oostenrijks voetballer van het jaar. Zadrazil was de eerste vrouw die deze prijs won.
In 2020 maakte Zadrazil de overstap naar FC Bayern München.  Hier verlengde ze in 2023 haar contract tot medio 2026. Met de Beierse club werd Zadrazil meermaals landskampioen van de Bundesliga.

## Statistieken
| Seizoen | Club                   | Land             | Competitie                     | Wedstrijden | Doelpunten |
| ------- | ---------------------- | ---------------- | ------------------------------ | ----------- | ---------- |
| 2015    | Washington Spirit      | Verenigde Staten | National Women's Soccer League | 12          | 4          |
| 2016/17 | 1. FFC Turbine Potsdam | Duitsland        | Bundesliga                     | 20          | 1          |
| 2017/18 | 1. FFC Turbine Potsdam | Duitsland        | Bundesliga                     | 18          | 3          |
| 2018/19 | 1. FFC Turbine Potsdam | Duitsland        | Bundesliga                     | 22          | 5          |
| 2019/20 | 1. FFC Turbine Potsdam | Duitsland        | Bundesliga                     | 22          | 0          |
| 2020/21 | FC Bayern München      | Duitsland        | Bundesliga                     | 22          | 1          |
| 2021/22 | FC Bayern München      | Duitsland        | Bundesliga                     | 19          | 0          |
| 2022/23 | FC Bayern München      | Duitsland        | Bundesliga                     | 21          | 1          |
| 2023/24 | FC Bayern München      | Duitsland        | Bundesliga                     | 19          | 0          |
| 2024/25 | FC Bayern München      | Duitsland        | Bundesliga                     | 17          | 1          |
| Totaal  | Totaal                 | Totaal           | Totaal                         | 192         | 15         |

Laatste update: 27 juli 2025

## Interlandcarrière
Zadrazil maakte haar debuut voor het Oostenrijkse nationale team in 2010 in een wedstrijd tegen Turkije. In april 2016 maakte Zadrazil haar eerste interlanddoelpunt in een wedstrijd tegen Kazachstan.
In 2017 werd Zadrazil geselecteerd voor het EK 2017, waarin Oostenrijk de halve finale haalde. Deze werd na strafschoppen verloren tegen Denemarken. Zadrazil kwam in vier wedstrijden in actie en scoorde één keer in het derde groepsduel tegen IJsland.
Sarah Zadrazil werd ook geselecteerd voor het EK 2022. Met Oostenrijk wist Zadrazil tot de achtste finales te komen waarin Duitsland met 2-0 te sterk was. Zadrazil kwam in alle vier de wedstrijden die Oostenrijk speelde in actie.